# Gelfand-Naimark-Segal-konstruktionen
GNS-konstruktionen er et af funktionalanalysens fundamentale resultater, og det er essentielt for den algebraiske tilgang til kvantefeltteori. For en C*-algebra A, findes der ifølge Gelfand–Naimark–Segal konstruktionen en sammenhæng mellem cykliske *-repræsentationer af A og visse lineære funktionaler på A (kaldet tilstande). Givet en tilstand kan *-repræsentationen eksplicit konstrueres. Selve proceduren kaldes GNS-konstruktionen og er navngivet efter de tre matematikere Israel Gelfand, Mark Naimark og Irving Segal.

## Tilstande og repræsentationer
I det følgende er A en unital C*-algebra.
En lineær funktional φ: A → ℂ er positiv hvis φ(a) ≥ 0 for alle positive elementer i A. Funktionalen φ kaldes en tilstand dersom φ er positiv (φ ≥ 0) og φ(1) = 1. Denne terminologi har sin oprindelse fra forbindelsen mellem C*-algebraer og kvantefysik.
En *-repræsentation af en (unital) C*-algebra A på et Hilbertrum H er en (unital) *-homomorfi
π fra A til algebraen af begrænsede operatorer på H
{\displaystyle \pi :A\rightarrow {\mathcal {B}}(H)}
Repræsentationen π kaldes tro, hvis den er injektiv.

## GNS-par
Lad φ være en positiv lineær funktional på A. Et GNS-par for (A,φ) er da et par (π,ξ) bestående af en repræsentation π af A på et Hilbertrum H og en vektor ξ∈ H således at
1. {\displaystyle {\overline {\pi (A)}}\xi =H} (cyklisk)
2. {\displaystyle \phi (a)=\langle \pi (a)\xi ,\xi \rangle } for alle a∈A

For et par (π,ξ), der opfylder den første betingelse kaldes ξ en cyklisk vektor og π en cyklisk repræsentation.
To GNS-par (π,ξ) og (π',ξ') siges at være ækvivalente hvis der findes en unitær operator W: H → H' således at Wξ = ξ' og Wπ(a) = π'(a)W for a∈A.
Bemærk: Vi har defineret det indre produkt, så det er lineært i første argument og anti-lineært i andet argument. I fysik-litteraturen defineres det oftest modsat.

## GNS-konstruktionen
Lad π være en *-repræsentation af en C*-algebra A på et Hilbertrum H med cyklisk vektor ξ med enhedsnorm. Så er
{\displaystyle x\mapsto \langle \pi (x)\xi ,x\xi \rangle }
en tilstand på A.
Implikationen gælder begge veje: Enhver tilstand på en C*-algebra er på formen givet ovenfor. Det er et resultat af GNS-konstruktionen:
```
Teorem.
 For alle positive funktionaler på en unital C*-algebra 
A
, findes der et GNS-par, dvs. en 
        *-repræsentation π og en cyklisk vektor ξ, og det er entydigt op til ækvivalens. 
```

Konstruktionen er som følger: Via tilstanden φ kan vi definere et præ-indre produkt, givet ved
{\displaystyle \langle x,y\rangle =\rho (y^{*}x).}
Det er et præ-indre produkt, da {\displaystyle \langle x,x\rangle =0} kan ske uden at x = 0. Det kan vises at det præ-indre produkt opfylder Cauchy–Schwarz uligheden. Det tillader os at vise at vektor underrummet defineret ved
{\displaystyle N=\{x\in A|\phi (x^{*}x)=0\}}
er et venstre-ideal i A.
På kvotientrummet af A med vektor underrummet N er det præ-indre produkt et ægte indre produkt. Ved Cauchy completion af A/N i kvotientnormen fås et Hilbertrum H. Den cykliske vektor i H er da givet ved ækvivalensklassen 1, dvs. ξ=[1].
Vi mangler at konstruere π. Tag a∈A, og definér
{\displaystyle L_{a}:A\rightarrow A}
ved
{\displaystyle x\mapsto ax}.
Da N er et ideal, gælder der {\displaystyle L_{a}:N\rightarrow N}, og der induceres en operator
{\displaystyle {\overline {L_{a}}}:A/N\rightarrow A/N}
ved
{\displaystyle [x]\mapsto [ax]}.
Det kan vises at {\displaystyle {\overline {L_{a}}}} er begrænset, og derfor kontinuert. Den kan derfor entydigt udvides til en operator {\displaystyle \pi (a):H\rightarrow H}. Det er klart at π er en algebra-homomofi, og at π er *-bevarende ses ved at bemærke at
{\displaystyle \langle \pi (a)\eta ,\zeta \rangle =\langle \eta ,\pi (a^{*})\zeta \rangle ,}
hvor η = [x} og ζ = [y]. Ved at skrive begge sider ud fås φ(y*ax). Med andre ord er π(a)* = π(a*).
Tilsammen udgør (π,ξ) et GNS-par for φ, idet:
{\displaystyle \pi (A)\xi =\pi (A)(1+N)=\{a+N|a\in A\}}
som tydeligvis er tæt i H, og
{\displaystyle \langle \pi (a)\xi ,\xi \rangle =\langle a+N,1+N\rangle =\phi (1^{*}a)=\phi (a)}.
For at vise at GNS-parret er entydigt, ser vi på et andet GNS-par (π',ξ') for φ. Ud fra egenskaberne for et GNS-par kan vi vise at der findes en entydig isometri W0 fra det tætte underrum π(A)ξ på π'(A)ξ' defineret ved W0: π(a)ξ ↦ π'(a)ξ', da der for alle a∈A gælder
{\displaystyle \langle \pi (a)\xi ,\pi (a)\xi \rangle =\langle \pi (a^{*}a)\xi ,\xi \rangle =\phi (a^{*}a)=\langle \pi '(a)\xi ',\pi '(a)\xi '\rangle }.
Isometrien W0 kan entydigt udvides til en unitær operator W: H → H, og det ses at Wξ = ξ' og Wπ(a) = π'(a)W på det tætte mængde af vektorer π(A)ξ⊆H. Det følger hermed at (π,ξ) og (π',ξ') er ækvivalente.
GNS-konstruktionen er en af hovedingredienserne i beviset af Gelfand–Naimark teoremet, der karakteriserer unitale C*-algebraer som C*-algebraer af operatorer på et eller andet Hilbertrum. Med andre ord, en C*-algebra har tilstrækkelig mange tilstande, således at den direkte sum af de tilsvarende GNS repræsentationer er en tro *-isomorfi.

## Generalisering
Stinespring factorization theoremet, der karakteriserer fuldstændige positive afbildninger, er en vigtig generalisering af GNS-konstruktionen.

## Historie
Gelfand og Naimarks artikel om Gelfand–Naimark teoremet blev publiceret i 1943. Segal bemærkede den implicitte konstruktion i artiklen og frembragte den eksplicitte form.
Segal viste i en artikel fra 1947, at det var tilstrækkeligt for et hvilket som helst fysisk system, som kan beskrives ved en algebra af operatorer på et Hilbertrum, at betragte irreducible repræsentationer af C*-algebraen. I kvanteteorier betyder dette, at C*-algebraen er genereret af observable. Dette var tidligere blevet vist af John von Neumann for den ikke-relativistiske Schrödinger-Heisenberg teori.